# Olivia Breen
Pour les articles homonymes, voir Breen.
Olivia Breen, née le 26 juillet 1996 à Guildford (Surrey), est une athlète handisport britannique concourant en T38 pour les athlètes ayant une infirmité motrice cérébrale. Elle détient deux médailles de bronze aux Jeux (2012, 2020).

## Carrière
Olivia Breen est née avec une maladie de type méningite qui lui a causé des problèmes d'audition, une paralysie cérébrale et des difficultés d'apprentissage.
Elle fait ses débuts en 2012 lors des championnats d'Europe à Stadskanaal où elle remporte le bronze sur le 100 m et le 200 m T38. Elle se qualifie pour les Jeux de 2012 où elle termine sur la troisième marche du podium du 4 × 100 m T35-38 avec ses compatriotes Jenny McLoughlin, Bethany Woodward et Katrina Hard.
Aux Mondiaux 2017, elle remporte l'or sur le saut en longueur T38 avec un record personnel de 4,81 m devant l'Australienne Erin Cleaver (4,61 m) et la Polonaise Anna Trener-Wierciak (4,60 m). C'est son premier titre mondial en individuel après le titre sur le relais T35-38 aux Mondiaux de 2015. L'année suivante, elle remporte une médaille d'or sur le saut en longueur T38 et le bronze sur le 100 m T38.
Après avoir été critiquée par une juge pour sa culotte de compétition jugée « trop courte » lors des championnats britanniques 2021, elle dénonce le sexisme concernant les tenues des sportives. Quelques semaines plus tard, elle remporte la médaille de bronze du saut en longueur T38 en battant son record personnel avec 4,91 m.

## Palmarès

### Jeux paralympiques
- Jeux paralympiques d'été de 2012 à Londres :
  -  4 × 100 m T35-38
  - 5e 100 m T38
  - 8e 200 m T38
- Jeux paralympiques d'été de 2016 à Rio de Janeiro :
  - 7e 100 m T38
  - 12e saut en longueur T38
- Jeux paralympiques d'été de 2020 à Tokyo :
  -  saut en longueur T38